# William Gaston
William Gaston (1820 - 1894) est un homme politique américain. Il est gouverneur de l'état de 1875 à 1876 ainsi que maire de le ville des Boston de 1871 à 1872.